# 708 (numero)
Settecentootto (708) è il numero naturale dopo il 707 e prima del 709.

## Proprietà matematiche
- È un numero pari.
- È un numero composto da 12 divisori: 1, 2, 3, 4, 6 12, 59, 118, 177, 236, 354, 708. Poiché la somma dei suoi divisori (escluso il numero stesso) è 972 > 708, è un numero abbondante.
- È parte delle terne pitagoriche (295, 708, 767), (531, 708, 885), (708, 944, 1180), (708, 2065, 2183), (708, 3445, 3517), (708, 6944, 6980), (708, 10431, 10455), (708, 13915, 13933), (708, 20880, 20892), (708, 31325, 31333), (708, 41769, 41775), (708, 62656, 62660), (708, 125315, 125317).
- È un numero palindromo nel sistema di numerazione posizionale a base 15 (323).
- È un numero intoccabile.
- È un numero rifattorizzabile in quanto divisibile per il numero dei propri divisori.
- È un numero malvagio.
- È un numero semiperfetto in quanto pari alla somma di alcuni (o tutti) i suoi divisori.

## Astronomia
- 708 Raphaela è un asteroide della fascia principale del sistema solare.
- NGC 708 è una galassia ellittica della costellazione di Andromeda.

## Astronautica
- Cosmos 708 è un satellite artificiale russo.